# Eucithara lota
Eucithara lota é uma espécie de gastrópode do gênero Eucithara, pertencente à família Mangeliidae.